# Hey You, Pikachu!
Hey You, Pikachu!, в Японии известная, как Pikachū Genki Dechū (яп. ピカチュウげんきでちゅう пикатю: гэнки дэтю:, «С Пикачу всё в порядке») — игра для Nintendo 64 в жанре «виртуальный питомец». В игре нужно общаться с покемоном Пикачу через специальный микрофон, который продавался в комплекте с игрой. Игра воспринимает слова, сказанные в микрофон, как голосовые команды. Похожие технологии были использованы в других проектах Nintendo, в частности в Mario Party.

## Оценки
| Сводный рейтинг | Сводный рейтинг |
| Агрегатор       | Оценка          |
| --------------- | --------------- |
| GameRankings    | 55,09 %         |
| Metacritic      | 57/100          |